# Il bambino segreto
Il bambino segreto (titolo originale Tyskungen, letteralmente "Il giovane tedesco") è un romanzo giallo della scrittrice svedese Camilla Läckberg pubblicato in Svezia nel 2007.
È il quinto libro della serie che ha per protagonisti la scrittrice Erica Falck e il poliziotto Patrik Hedström.

## Trama
Come nei romanzi precedenti, l'autrice narra parallelamente due storie lontane nel tempo ma strettamente collegate fra loro.
Fjällbacka, 1943. Sul finire della seconda guerra mondiale, la località marittima, che si trova vicina al confine con la Norvegia (occupata dai nazisti), vive di turismo e pesca. Elsy Moström è una tredicenne che vive con la famiglia nella grande casa che d'estate viene affittata a facoltosi turisti. Il padre Elof comanda un peschereccio che fa spola con la città marittima norvegese Kristiansand non solo per il mercato ittico: la sua imbarcazione si presta infatti ai traffici della Resistenza norvegese. Elsy vive la sua adolescenza con gli amici Britta, Erik e Frans. Erik ha un fratello maggiore, Axel, che collabora con la Resistenza e viaggia nel peschereccio di Moström, finché un giorno non viene scoperto e imprigionato dai tedeschi. Due anni dopo, nello stesso peschereccio viene scovato un giovane clandestino norvegese, Hans Olavsen, che dice di appartenere alla Resistenza: Elof, che si sente in colpa per la cattura di Axel, lo accoglie a casa sua. Il norvegese inizia a frequentare Elsy e gli amici: i quattro ragazzini provengono da differenti realtà sociali – famiglie modeste le ragazze, più agiate Erik e Frans, quest'ultimo figlio di un violento affarista di idee filonaziste. In particolare fra Hans e Elsy inizia un rapporto più tenero, finché la ragazza non si rende conto di essere rimasta incinta. Subito dopo averne parlato con Hans, il ragazzo le dice che prima deve sistemare alcune cose in Norvegia e poi la sposerà: non tornerà più. Elsy, che ha perso anche il padre, rimasto ucciso col suo equipaggio a causa di una mina marina, viene spedita dalla madre in campagna dagli zii a terminare la gravidanza. Nel frattempo Axel veniva trasferito dal campo di lavoro norvegese di Grini (dove aveva fatto conoscenza con un giovane sorvegliante che si era mostrato umano e amichevole) a quello di Sachsenhausen, in Germania, da dove sarebbe stato liberato solo alla fine della guerra.
2006. Mentre rovista nella soffitta della grande casa dove aveva vissuto sua madre Elsy con la famiglia, la scrittrice Erica Falck ritrova un baule contenente un diario e una medaglia nazista risalente alla seconda guerra mondiale avvolta in una camicia da neonato macchiata di sangue. Il baule era della madre (mancata anni prima in un incidente stradale) e conteneva, oltre alla medaglia e al diario, i suoi oggetti più cari. Sconvolta dalla scoperta, Erica decide di indagare, rivolgendosi ad Erik Frankel, un professore di storia in pensione, esperto della seconda guerra mondiale, ricevendo però solo vaghe risposte. Quando qualche giorno dopo il professore viene trovato assassinato all'interno della sua casa, Patrik cercherà di farsi coinvolgere nelle indagini nonostante sia a casa in congedo di paternità. A questo punto Erica inizia la lettura del diario della madre, venendo a conoscenza di un passato drammatico che lasciò un segno indelebile all'interno della donna. Il diario si interrompe proprio quando Elsy parla dell'arrivo di Hans, ma la scrittrice intuisce che mancano dei quaderni: dove sono? Gli agenti della stazione di Tanumshede, attivamente coadiuvati da Erica e Patrik, indagano interrogando i vari personaggi implicati nella vicenda: Frans, attivista di un movimento filofascista, aveva avvisato il vecchio amico d'infanzia di essere in pericolo; Axel, fratello della vittima, che è divenuto un cacciatore di nazisti sempre in giro per il mondo; Britta, una dolce moglie e madre ammalata di Alzheimer che a causa della malattia si lascia sfuggire qualche dettaglio riguardo a un terribile fatto accaduto sessant'anni prima. La donna viene successivamente trovata morta, uccisa anch'ella. Quale tremendo segreto celavano i due anziani al punto tale che qualcuno li abbia voluti eliminare dopo sessant'anni? Perché Erik, da decenni, inviava un bonifico a una famiglia di Göteborg? Ma soprattutto, perché non si riesce a trovare alcuna traccia o documento riguardo a Hans Olavsen? Erica, desiderosa di rivalutare la madre, arriva infine a scoprire una dolorosa verità.

## Personaggi
Stazione di polizia di Tanum
- Bertil Mellberg: commissario.
- Martin Molin: detective.
- Gösta Flygare: detective.
- Annika Jansson: segretaria.
- Paula Morales: detective (nuova arrivata).

Personaggi principali
- Erica Falck: scrittrice.
- Patrik Hedström: marito di Erica, detective in congedo paternità.
- Elsy Moström: madre di Erica.
- Erik Frankel: professore di storia in pensione.
- Axel Frankel: fratello maggiore di Erik; storico e cacciatore di nazisti.
- Frans Ringholm: membro degli "Amici della Svezia" (movimento di estrema destra).
- Britta Johansson: amica d'infanzia di Elsy, Erik e Frans.

Personaggi secondari
- Anna Falck: sorella di Erica.
- Rita Morales: madre di Paula.
- Kjell Ringholm: giornalista, figlio di Frans.
- Hans Olavsen: partigiano norvegese.
- Kristina: madre di Patrik e amica di gioventù di Elsy.
- Christian Thydell: bibliotecario di Fjällbacka, amico di Erica.

## Opere derivate
Dal romanzo è stato tratto un episodio della serie televisiva Omicidi tra i fiordi.

## Edizioni
- Camilla Lackberg, Il bambino segreto, traduzione di Laura Cangemi, Marsilio, 2013, ISBN 978-88-317-1560-7.
- Camilla Lackberg, Il bambino segreto, traduzione di Laura Cangemi, Marsilio, 2014, ISBN 978-88-317-1815-8.
- Camilla Lackberg, Il bambino segreto, traduzione di Laura Cangemi, Marsilio, 2015, ISBN 978-88-17-08440-6.
- Camilla Lackberg, Il bambino segreto, traduzione di Laura Cangemi, Universale Economica Feltrinelli, 2018, ISBN 978-88-317-4113-2.